# My Brilliant Career
My Brilliant Career is een Australische dramafilm uit 1979 onder regie van Gillian Armstrong. Het scenario is gebaseerd op de gelijknamige roman uit 1901 van de Australische schrijfster Miles Franklin.

## Verhaal
Sybylla Melvyn is een arme vrouw uit een Australisch boerengezin aan het begin van de 20e eeuw. Zij moet kiezen of ze zal trouwen met de plaatselijke grootgrondbezitter of zal werken aan een carrière als schrijfster.

## Rolverdeling
| Acteur           | Personage           |
| ---------------- | ------------------- |
| Judy Davis       | Sybylla Melvyn      |
| Sam Neill        | Harry Beecham       |
| Wendy Hughes     | Tante Helen         |
| Robert Grubb     | Frank Hawdon        |
| Max Cullen       | Mr. McSwatt         |
| Aileen Britton   | Grootmoeder Bossier |
| Peter Whitford   | Oom Julius          |
| Patricia Kennedy | Tante Gussie        |
| Alan Hopgood     | Vader               |
| Julia Blake      | Moeder              |
| David Franklin   | Horace              |
| Marion Shad      | Gertie              |
| Aaron Wood       | Stanley             |
| Sue Davies       | Aurora              |
| Gordon Piper     | Barman              |
| Simone Buchanan  | Mary-Anne           |